# Brachymenium revolutum
Brachymenium revolutum là một loài Rêu trong họ Bryaceae. Loài này được Broth. mô tả khoa học đầu tiên năm 1894.